# Tiansbeek
De Tiansbeek (Zweeds: Tiansbäcken) is een beek die stroomt in de Zweedse  gemeente Kiruna. De beek krijgt haar water op de hellingen van Guosasberg, stroomt naar het noorden weg om na 3 kilometer op te gaan in de Vuonarivier.
Afwatering: Tiansbeek → Vuonarivier → Rautasrivier → Torne → Botnische Golf